# Burgwall Robisch

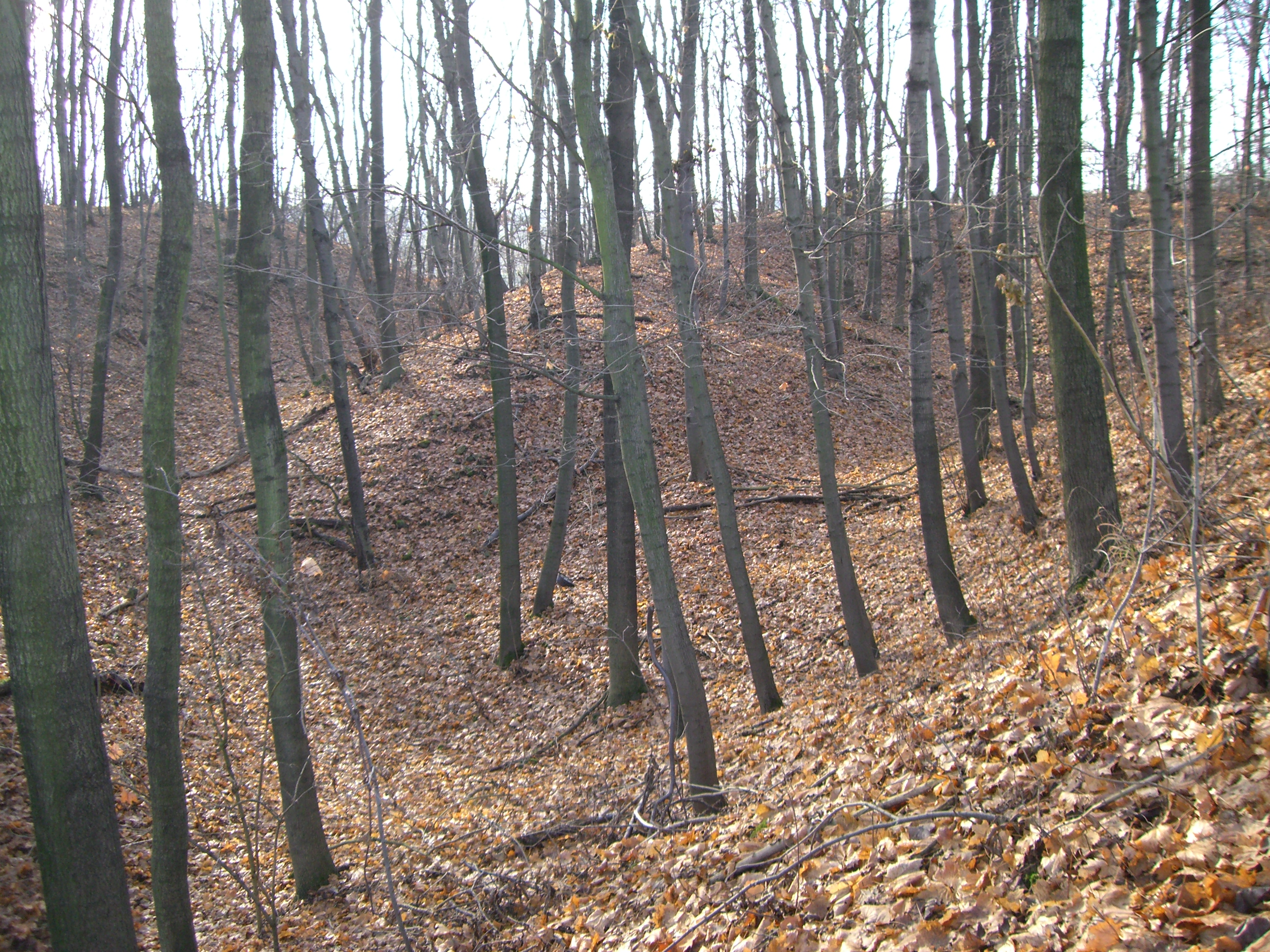
Robisch, Wälle und Gräben der Nordwestseite

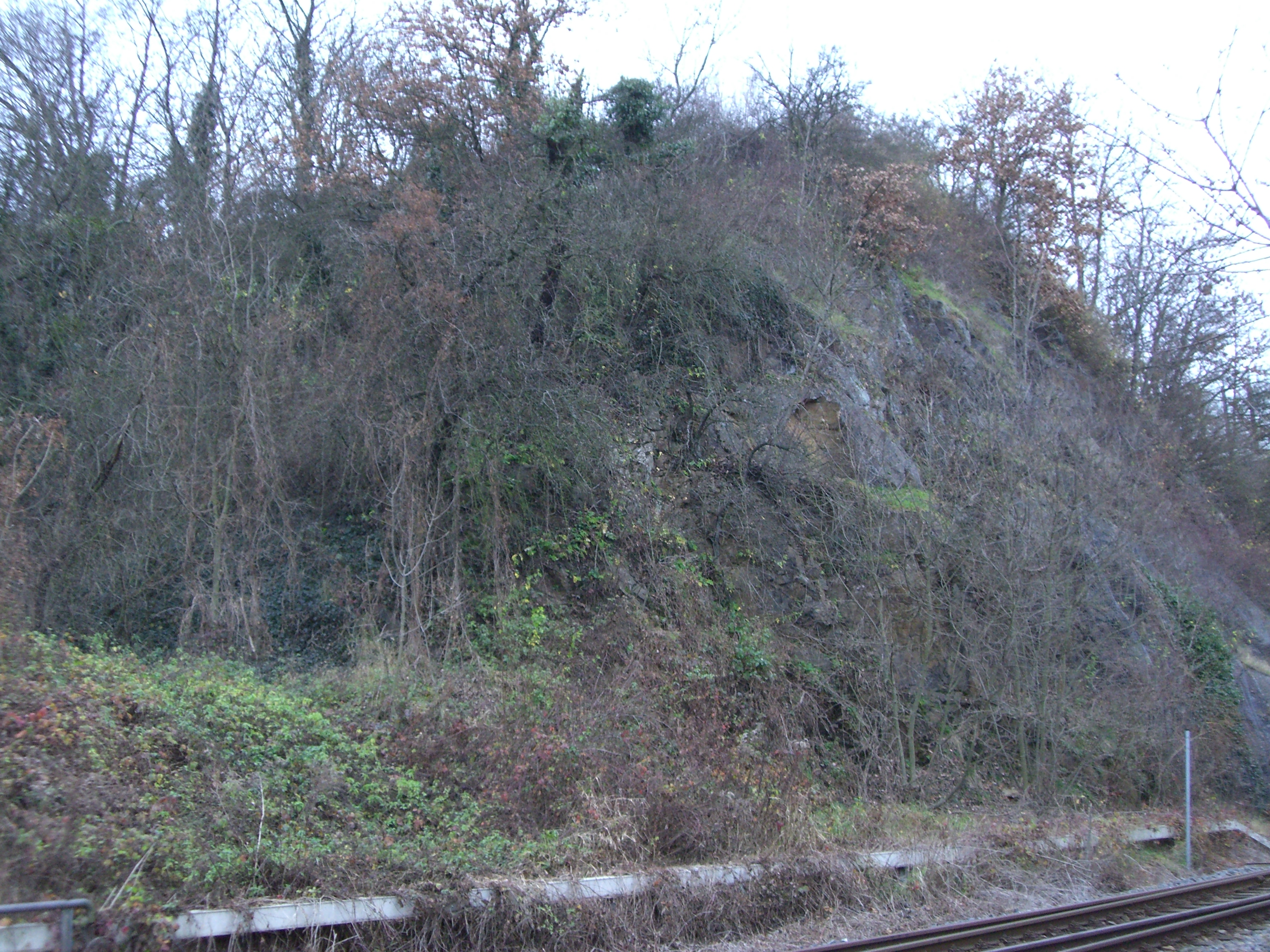
Robisch, Felssporn, Südostansicht

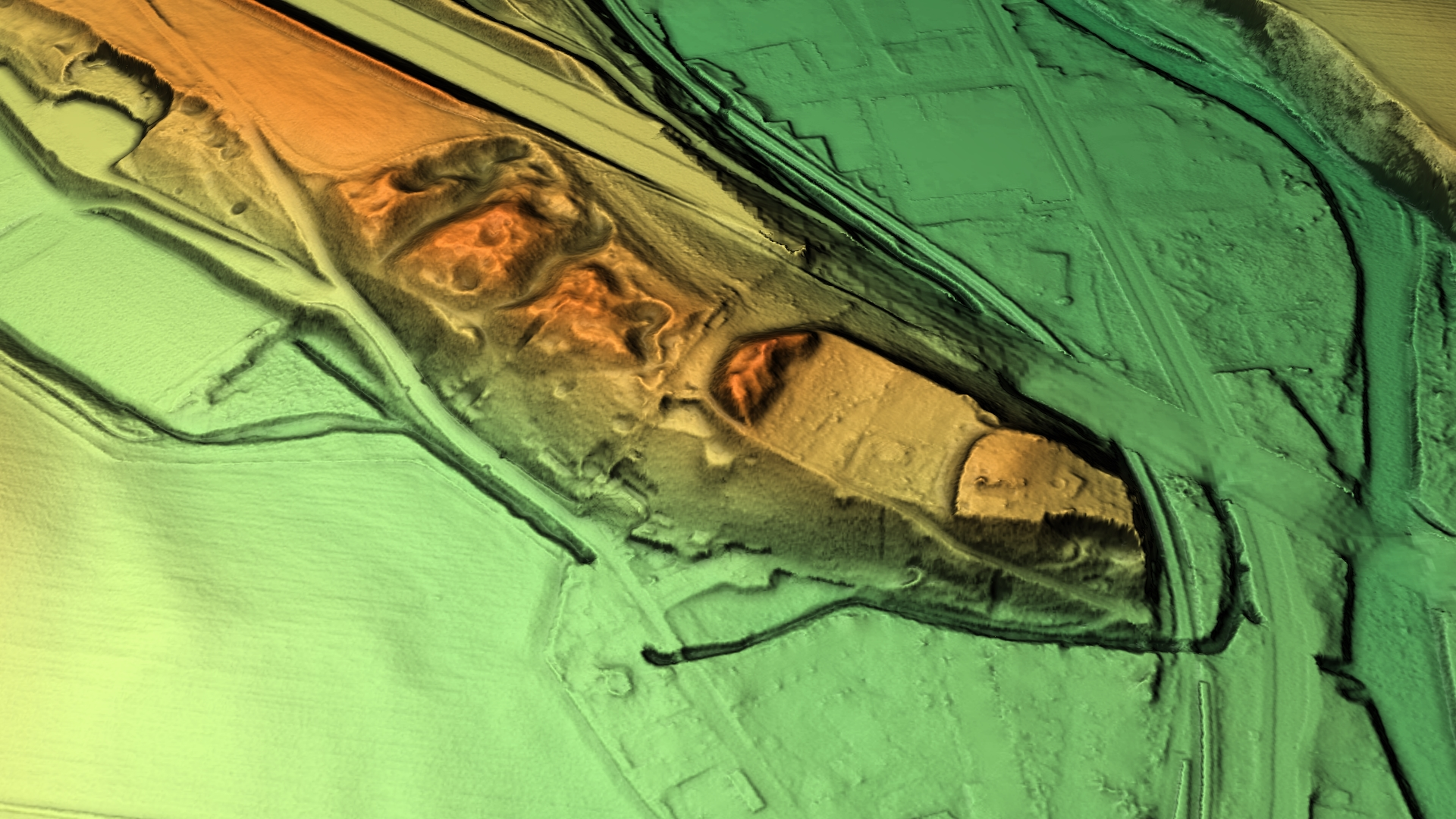
3D-Ansicht des digitalen Geländemodells

Die Burgwallanlage auf dem Robisch, der Burgwall Robisch, befindet sich auf einem Bergsporn über der Einmündung des Ritzschke-Bachs in die Müglitz und dem Bahnhofsgelände Dohna im Landkreis Sächsische Schweiz-Osterzgebirge in Sachsen. Die Wallburg war eine etwa im 10. Jahrhundert errichtete sorbische Wehranlage.

## Geschichte
Bei der Errichtung der Burg wurde die natürliche Schutzlage, ein auf drei Seiten durch Steilhänge geschützter Bergsporn, zur Verteidigung ausgenützt. Die heute noch sichtbaren Wälle und Gräben der ehemaligen Burg befinden sich auf der ungeschützten Nordwestseite zur Meuschaer Höhe hin. Vermutlich stand auf dem inneren höchsten Wall ein Palisadenzaun.
Durch Bodenfunde belegt, konnte auf dem Robisch (Robsch, Robscher, Raubscher, Raubbusch) bereits eine bronzezeitliche Besiedlung (2000–800 v. u. Z.) nachgewiesen werden. Die keramischen Bodenfunde werden ins 10. bis 12. Jahrhundert datiert und  belegen die spätere sorbische Besiedlung. In dieser Zeit wurde der Robisch zur Fliehburg ausgebaut. Schriftliche Quellen dazu fehlen gänzlich.
Der nur einen Kilometer vom Robisch entfernte Schlossberg, der ebenfalls eine sorbische Wehranlage trug, bevor er mit der Reichsburg Donin (Dohna) überbaut wurde, zeugt von der Bedeutung der Straße nach Böhmen im Sorbengau Nisan und verdeutlicht den funktionellen Zusammenhang beider Burgen.

### Beschreibung in Nachschlagewerken des 19.Jahrhunderts
In den bekannten Nachschlagewerken des 19. Jahrhunderts wird die Bebauung des Robischs durch die Burggrafen von Dohna mit der Burg Thorun angegeben, die auf bischöflich meißnischen Boden errichtet und demzufolge, urkundlich belegt, 1206 für den Abriss bestimmt wurde.  Auch in August Schumanns Staatslexikon von Sachsen (1814) ist der Robisch als Standort der Burg Thorun erwähnt:
[…] Den Burgruinen (der Burg Dohna) gegenüber auf dem Berg jenseits der Müglitz, findet sich, in dem sogenannten Robisch (Raubbusch) Trümmer der Burg Thorun, welche die Burggrafen im Jahre 1206 erbauten, bald nachher aber wieder abtragen mußten, weil sie auf dem Grund und Boden des Bischoffs von Meissen stand. Die Müglitz muß folglich damals die Meißnische Stiftsgränze (Bistum Meißen) hier bezeichnet haben […].
Die heutige Geschichtsschreibung nennt für das 10. bis 12. Jahrhundert entsprechend der zeitlichen Einordnung der Keramikfunde nur die sorbische Burgwallanlage. Da es keine schriftlichen Belege zum Burgwall Robisch und zur genauen Ortsangabe der ehemaligen Burg Thorun gibt, sind diese heute nicht mehr gültigen früheren Angaben der Vollständigkeit wegen mit erwähnt.

## Heutiger Zustand
Das Terrain hat sich in den letzten Jahrzehnten stark verändert. Der müglitz- oder bahnhofseitige Zugang zum Robisch ist nicht mehr begehbar. Die Hochterrasse der ehemaligen Wallanlage ist unzugängiges, teilweise verbautes Privatgelände und abgesperrt. Der frühere Aufstieg zur Wallanlage und dem Aussichtspunkt ist jedoch noch gut erkennbar. Der Wegweiser an der Stelle des  Aufstiegs ist gegenwärtig noch vorhanden.
Der Robisch ist seit 1935 als Bodendenkmal erfasst.